# NGC 3852
NGC 3852 је спирална галаксија у сазвежђу Девица која се налази на NGC листи објеката дубоког неба.
Деклинација објекта је + 10° 15' 53" а ректасцензија 11h 42m 23,8s. Привидна величина (магнитуда) објекта NGC 3852 износи 12,8 а фотографска магнитуда 13,7. NGC 3852 је још познат и под ознакама NGC 3825, UGC 6668, MCG 2-30-18, CGCG 68-36, HCG 58B, PGC 36348.